# أحمد هوكينز
أحمد هوكينز (بالإنجليزية: Ahmad Hawkins)‏ هو لاعب كرة قدم أمريكية أمريكي، ولد في 10 ديسمبر 1978 في هامبتون في الولايات المتحدة.

## أنظر أيضا
- أحمد ميريت
- أحمد ميلر
- أدريان آموس
- أدريان أرينغتون
- أدريان باتلز